# Eriocaulon pancheri
Eriocaulon pancheri là một loài thực vật có hoa trong họ Eriocaulaceae. Loài này được Lecomte ex Guillaumin & Beauvis. mô tả khoa học đầu tiên năm 1913.